# Allakaisse
De Allakaisse, ook Stuor Allakas of Samisch: Allagás, is een berg in het noorden van Zweden. De berg steekt boven de omgeving uit, heeft een hoogte van ongeveer 1519 meter, is daarmee de 38e hoogste berg in Zweden en ligt op minder dan vijf kilometer van de grens met Noorwegen. De berg heet ook Stuor Allakas, stuor betekent groot, om het verschil met de Unna Allakas aan te geven, die in de omgeving een paar kilometer naar het noorden ligt. Unna betekent klein.
Het meer Vuolep Allakasjaure, Allegasjávri, ligt ten westen van de berg.